# Ama Gôdô Maat
Ama Godo Maat (né. Ama Kodu Juuf en sérère ― également connu sous le nom de Xamakodu Fa Maak (signifie Hamacodou l'Aîné en sérère), ou Ama Kodu Joof en anglais gambien, ou Ama Codou Diouf en français sénégalais) est un roi sérère du XIe siècle.  Maad ( en ) ou Maat  correspondant au titre des  souverains sérères (par exemple Maad a Sinig et Maad Saloum),.
Abu Bakr Ibn Omar, roi des Almoravides, est battu par Amar Gôdômat en novembre 1087 dans sa tentative de lancer le jihad en pays sérère. Abu Bakr Ibn Omar est tué par une flèche empoisonnée,,,,,. La bataille aurait eu lieu près de « Khoo Maak », en pays sérère, communément connu comme le « Lac Cayor ».